# 姚紹
姚紹，字廷述，廣東潮州府潮陽縣人，明朝政治人物。

## 生平
早年出身國子生，天顺六年（1462年）廣東鄉試第十八名舉人。成化十四年（1478年），戊戌科進士。授南京戶部主事，官至廣西參議。

## 家族
曾祖父姚懷，祖父姚從耇，父姚源裔。
姚紹伯父姚琛，成化七年順天解元，任顺天府治中。叔父姚瑷，天顺六年举人，官至南京兵部郎中。三人皆以廉能著称，后来潮阳县立有“潮中三凤坊”。